# Västra Sundskär
Västra Sundskär är en ö i Åland (Finland). Den ligger i Ålands hav eller Skärgårdshavet och i kommunen Lemland i landskapet Åland, i den sydvästra delen av landet. Ön ligger omkring 21 kilometer söder om Mariehamn och omkring 270 kilometer väster om Helsingfors.
Öns area är 5,3 hektar och dess största längd är 480 meter i sydöst-nordvästlig riktning. Ön höjer sig omkring 10 meter över havsytan.